# Chlorotettix liquarus
Chlorotettix liquarus är en insektsart som beskrevs av Delong och Martinson 1974. Chlorotettix liquarus ingår i släktet Chlorotettix och familjen dvärgstritar. Inga underarter finns listade i Catalogue of Life.